# Флатей (Брейдаф'єрдур)
Флатей (ісл. Flatey, букв. — «плоский острів»; ісл. вимова: [ˈflaːtei]) — другий за величиною острів біля берегів Ісландії. Розташований у Брейда-фіорді в межах громади Рейкгоулагреппур регіону Вестфірдір. Назву острів отримав завдяки плоскій низовинній поверхні.

## Географія
Острів Флатей — майже найбільший із приблизно 40 островів у Брейда-фіорді біля західного берега Ісландії. Довжина острова становить 2 км, ширина — 0,5 км. На острові проживає кілька десятків осіб, він з'єднаний із ісландським узбережжям поромним сполученням.

## Історія
У XVI столітті на острові останній католицький єпископ Ісландії Йон Арасон встановив перший у країні друкарський верстат. Книги, надруковані на Флатеї, донині не збереглися.

## Літературні пам'ятки
В Ісландії і в Європі Флатей відомий середньовічними літературними пам'ятками, що збереглися тут, — Аннали острова Флатей (Flateyarannáll, Х століття) і Книга з Плоского острова (Flateyjarbók, XIV століття), що містять також багато саг і легенди.